# Ammosphaeroidina
Ammosphaeroidina es un género de foraminífero bentónico de la subfamilia Ammosphaeroidininae, de la familia Ammosphaeroidinidae, de la superfamilia Recurvoidoidea, del suborden Lituolina y del orden Lituolida. Su especie tipo es Haplophragmium sphaeroidiniforme. Su rango cronoestratigráfico abarca desde el Senoniense superior (Cretácico superior) hasta la Actualidad.

## Discusión
Clasificaciones previas incluían Ammosphaeroidina en la superfamilia Haplophragmioidea, así como en el suborden Textulariina del orden Textulariida, o en el orden Lituolida sin diferenciar el suborden Lituolina.

## Clasificación
Ammosphaeroidina incluye a las siguientes especies:
- Ammosphaeroidina grandis
- Ammosphaeroidina minuta
- Ammosphaeroidina pseudopauciloculata
- Ammosphaeroidina sphaeroidiniforme

Otra especie considerada en Ammosphaeroidina es:
- Ammosphaeroidina stelcki, de posición genérica incierta